# Strategisches Design
Strategisches Design (auch Strategische Gestaltung) ist ein Teilgebiet des Designs, das sich mit komplexen Problemen und umfassenden Lösungen in Bereichen wie der Organisationsentwicklung, der Gesetzgebung oder gesellschaftlichen Diskursen beschäftigt. Seine Wurzeln liegen im Design, welches das Entwerfen verschiedenster, sowohl analoger als auch digitaler Produkte und Services zur Aufgabe hat (siehe auch u. a. Interaktionsdesign, Produktdesign, Kommunikationsdesign).
Strategisches Design wird meist von Designagenturen oder internen Entwicklungsabteilungen ausgeübt. Diese gehen dabei auf schwer einzugrenzende Problematiken (siehe auch Komplexes Problem und Wicked Problem) wie z. B. Unternehmenskultur, Bildung, Gesundheitsversorgung oder Klimawandel ein, an deren Verständnis und Lösungen systematisch gearbeitet wird. Dabei werden je nach Aufgabenbereich verschiedene Designmethoden und -prinzipien (bspw. User Journey Maps, How Might We Szenarios) angewendet. Neben gegenwärtigen Problematiken beschäftigt sich Strategisches Design an der Schnittstelle zur Zukunftsforschung ebenfalls mit potenziellen zukünftigen Problematiken (siehe u. a. Speculative Design).
Es trägt somit dazu bei, das u. a. Unternehmen und öffentliche Institutionen resilient und zukunftsfähig bleiben und in einer sich schnell verändernden, komplexen Umgebung gut funktionieren (siehe auch VUCA).

## Definition
Im Laufe der vergangenen Jahrzehnte entwickelte sich zunehmend der Anspruch, durch Design eine politische und wissenschaftliche Verantwortung wahrzunehmen. So erweiterte sich der Designbegriff in seinem Umfang und beinhaltet seither zahlreiche Teilgebiete. Das Lösen von Problemen durch entwerfende Praktiken steht Teilgebiet-unabhängig häufig im Mittelpunkt. Die Aufteilung in mehrere Teilgebiete, und das simultane Entfernen von einem einseitigen, undifferenzierten Designverständnis, steht dabei jedoch nicht für einen Identitätsverlust des Designs. In Reaktion auf den allgemeinen Pluralismus in westlichen Ländern des 21. Jahrhunderts, stellt die zunehmende Differenzierung diverser Designansätze vielmehr eine begründbare Entwicklung dar.

Als Teilprodukt der zunehmenden Differenzierung des Designs, betrachtet Strategisches Design im Vergleich zu anderen Teilgebieten des Designs ein großes Spektrum komplexer Probleme erheblich umfangreicher. Die betrachteten Probleme sind zudem meist schwer bis nicht eingrenzbar sowie untereinander abhängig. Sie werden daher auch als sogenannte „wicked problems“ bezeichnet. Damit ergänzt Strategisches Design die herkömmlich Praxis des entwerfenden Problemlösens, das die vermeintliche Kernkompetenz von Designer darstellt, um die Praxis der Problemerkennung.
„Strategisches Design versucht, ein breiteres Netz um einen Tätigkeitsbereich und die Lösungen und alle Punkte dazwischen zu spannen; Design bedeutet, sich frei in diesem Raum zu bewegen und seine Grenzen zu testen, um eine Definition und einen Einblick in die Frage ebenso wie in die Lösung, den Kontext ebenso wie das Artefakt, die Dienstleistung oder das Produkt zu liefern.“
Durch diese erweiterte Perspektive entsteht ein breites Spektrum an Anwendungsbereichen für Designpraxis. Zu den Aufgaben von Strategischem Design zählen dadurch besonders komplexe und vielschichtige Themen, wie zum Beispiel die Gesundheitsversorgung, Bildung, soziale Dienstleistungen, der umfassendere Begriff des Wohlfahrtsstaats, Klimawandel, Nachhaltigkeit und Resilienz, stabile Wirtschaftsentwicklung, Steuerpolitik, Einkommensgleichheit und Armut, soziale Mobilität und Gleichheit, Einwanderung und Vielfalt, sowie demokratische Repräsentation.
Der Fokus von Strategischem Design liegt demnach nicht hauptsächlich auf der Entwicklung bestimmter Produkte oder Services, was strategisches Design bspw. von Methodologien rund um Design Thinking abhebt. Das Verständnis der Systeme, die diese Produkte und Services umgeben und die Möglichkeiten auf diese Systeme Einfluss zu nehmen, sind ein essenzieller Bestandteil strategischer Designpraxis. Daher nimmt der Strategische Designer vermehrt eine Rolle als Vermittler ein, um verschiedene Teilhaber an komplexen gesellschaftlichen Thematiken zusammenzubringen und in moderierender Funktion gesellschaftliche Transformation voranzutreiben.

## Anwendung
Unternehmen sind die Hauptabnehmer von Strategischem Design, aber auch im öffentlichen, politischen und gemeinnützigen Sektor werden strategische Designdienstleistungen zunehmend nachgefragt. Die Anwendungen sind vielfältig, zielen aber häufig auf die Stärkung eines der folgenden Bereiche ab: Produktmarkenbildung, Produktentwicklung, Corporate Identity, Corporate Branding, Betriebs- und Geschäftsmodelle und Dienstleistungserbringung.

Strategisches Design ist in den letzten Jahren immer wichtiger geworden, da Unternehmen und Organisationen um einen Anteil an globalisierten und schnelllebigen Märkten kämpfen.
„Um in der sich schnell verändernden Welt von heute zu überleben, müssen Produkte und Dienstleistungen den Wandel nicht nur antizipieren, sondern ihn auch vorantreiben. Unternehmen, die dies nicht tun, werden Marktanteile an diejenigen verlieren, die dies tun. Im Laufe der Jahre hat es viele Beispiele für strategische Designdurchbrüche gegeben, und in einem zunehmend wettbewerbsorientierten globalen Markt mit schnellen Produktzyklen wird strategisches Design immer wichtiger.“

## Hochschulen (HAWs) und Universitäten mit SchwerpunktStrategisches Design

### Master-Studienprogramme in Deutschland
- MA Strategische Gestaltung an der Hochschule für Gestaltung Schwäbisch Gmünd
- MA Strategic Design an der SRH Hochschule Berlin

### Andere
- MA Strategic Design an der University of Sydney
- MS Strategic Design and Management an der New School
- MAS Strategic Design an der Zürcher Hochschule der Künste